# 外苑出入口

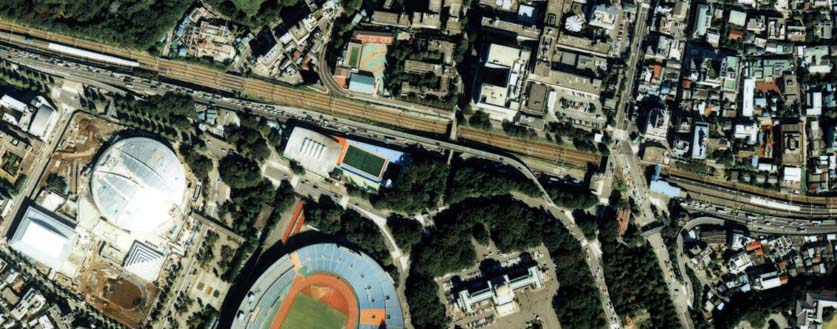
航空写真。

外苑出入口（がいえんでいりぐち）は、東京都の明治神宮外苑（渋谷区千駄ヶ谷および新宿区霞ヶ丘町に跨る）にある首都高速道路4号新宿線の出入口である。
上下線双方の出口・入口とも設置されているフルインターチェンジとなっているが、一般道に接続する出入り口・上下線方向の4箇所がそれぞれ別個の場所に存在する複雑な構造となっている。
高井戸方面から本出口を通り過ぎると千代田トンネルに入る。同トンネルは危険物積載車両通行禁止のため、当該車両は本出口で高速から下りなければならない。

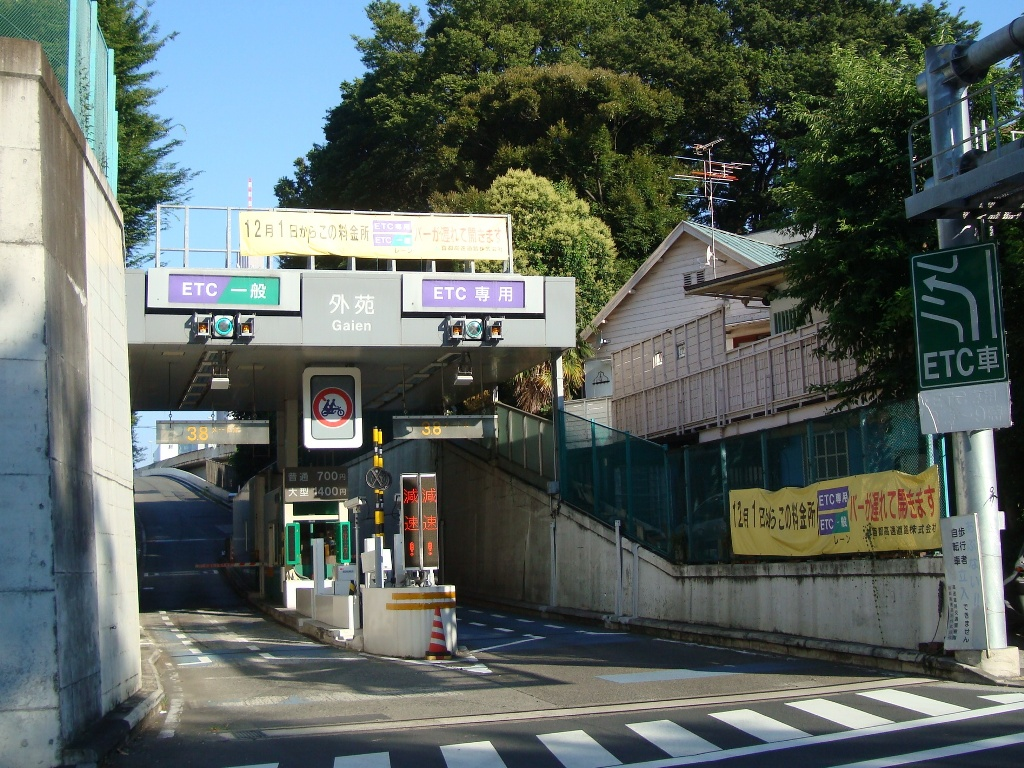
外苑入口（下り線）

## 周辺
- 神宮外苑
  - 東京都道414号四谷角筈線
- 国立競技場
- 明治神宮野球場
- 新宿御苑
- 信濃町駅
- 千駄ケ谷駅
- 外苑西通り（東京都道418号北品川四谷線）

## 入口

### 下り線
（2011年7月16日時点）
- ETC専用: 1
- ETC/一般: 1